# Boëme
La Boëme (on trouvait aussi autrefois les graphies Boême et Bohème) est une rivière du Sud-Ouest de la France et un affluent gauche de la Charente. Elle arrose le département de la Charente, dans la région Nouvelle-Aquitaine.

## Géographie
Elle prend sa source au sud d'Angoulême, à Chadurie, près de la source du Né mais alors qu'il se dirige vers l'ouest, elle coule vers le nord. Elle passe sous le viaduc des Coutaubières, à Mouthiers-sur-Boëme et à La Couronne. Elle rejoint la Charente dont elle est un affluent rive gauche, à Nersac, en aval d'Angoulême.
Elle fut le siège de nombreux moulins à grains et à papier.
Sa longueur est de 23,1 km.
La Boëme n'a pas d'affluent contributeur connu.

## Communes et cantons traversés
La Boëme traverse, d'amont en aval, les communes de Chadurie (Chap du ri),  Voulgézac, Mouthiers-sur-Boëme, La Couronne, et Nersac.
Soit encore en termes de cantons, la Boëme traverse les canton de Blanzac-Porcheresse et canton de La Couronne.

## Aménagement
La Boëme a une station qualité des eaux de surface à Nersac.
La rivière et ses aménagements sont gérés par le Syndicat intercommunal d'aménagement hydraulique (SIAH) de la Boëme.

## Hydronymie
Les formes anciennes du nom sont « in rivulo quae vocatur Boesma et Longas Plancas » entre 1020 et 1037, le mot planches désignant probablement un pont de bois sommaire.